# Essor basque
L'Essor basque est une course cycliste qui se déroule au mois de février sur les routes du Pays basque français, dans le département des Pyrénées-Atlantiques. Créée en 1976, cette compétition inaugure habituellement le calendrier national français. Elle comporte un classement général final sans pour autant que chacune de ses épreuves ne soient des étapes : les manches qui la composent sont considérés comme des courses en ligne.
Les manches de l'Essor basque font partie du calendrier national de la Fédération française de cyclisme.

## Histoire
La première édition en 1976 est remportée par Alain Banquet, sociétaire du club cycliste de l'Aviron bayonnais. De coureurs cyclistes réputés ont participé à ses épreuves tels que les Français Richard Virenque, Laurent Jalabert et Thomas Voeckler ou les Espagnols Abraham Olano et Joseba Beloki.
En 2015, la quarantième édition de l'Essor basque se compose de cinq épreuves (Boucles de l'Essor, Circuit de l'Essor, Tour de Basse-Navarre, Ronde du Pays basque et Trophée de l'Essor) disputées du 14 au 22 février.

## Palmarès

### Podiums de l'Essor depuis 2008

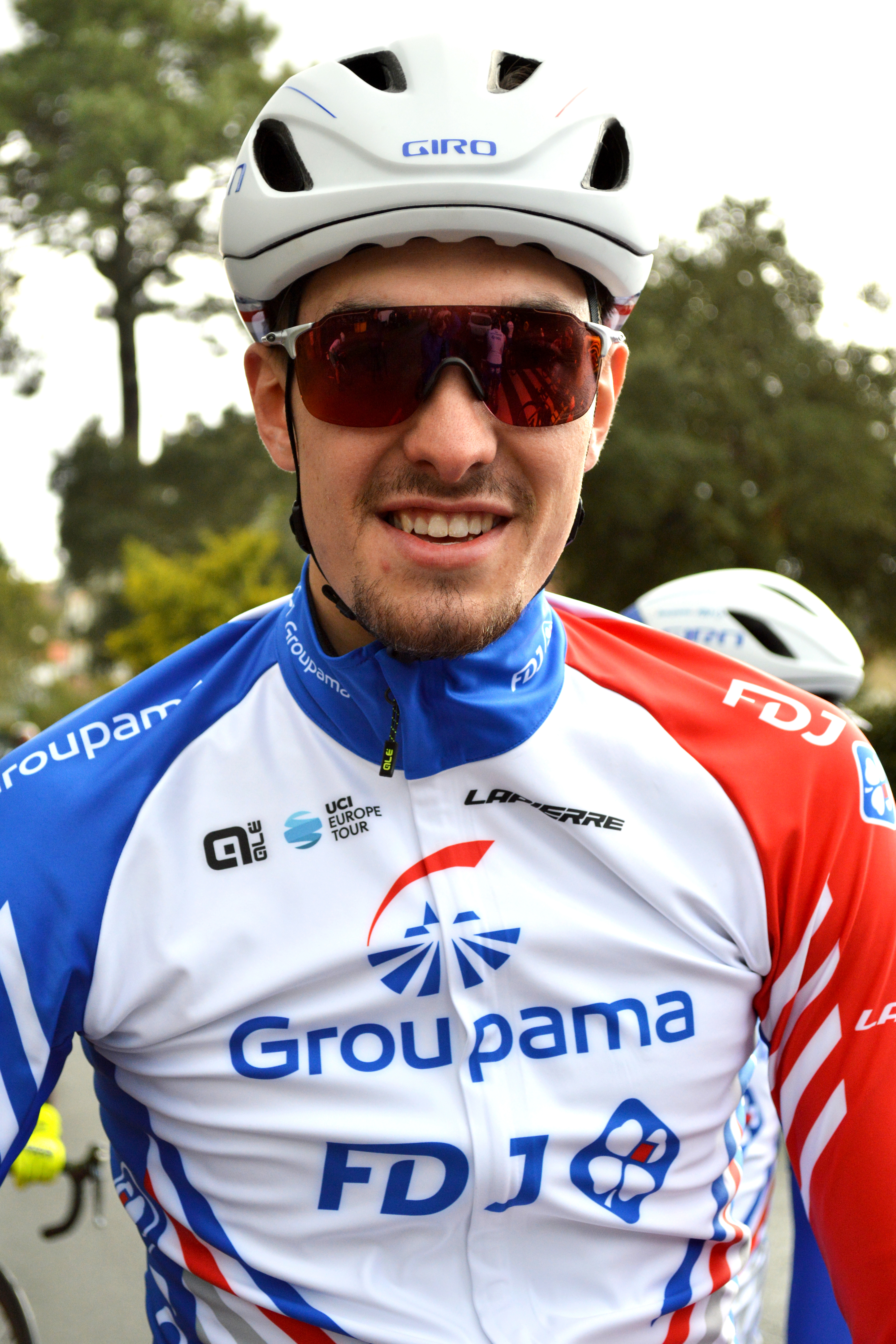
Alexys Brunel, vainqueur en février 2019.

| Année | Vainqueur            | Deuxième          | Troisième               |  |
| ----- | -------------------- | ----------------- | ----------------------- |  |
| 2008  | Samuel Plouhinec     | Fabien Rey        |                         |  |
| 2009  | Samuel Plouhinec     |                   |                         |  |
| 2010  | Dmitry Samokhvalov   | Rémi Badoc        | Anton Samokhvalov       |  |
| 2011  | Jean Mespoulède      | Rudy Molard       | Sylvain Blanquefort     |  |
| 2012, | Warren Barguil       | Julien Loubet     | Samuel Plouhinec        |  |
| 2013, | Samuel Plouhinec     | Mickaël Larpe     | Alexandre Delétang      |  |
| 2014  | Loïc Chetout         | Julien Loubet     | Jauffrey Betouigt-Suire |  |
| 2015  | Romain Campistrous   | Jordan Levasseur  | Guillaume De Almeida    |  |
| 2016  | Samuel Plouhinec     | Mickaël Larpe     | Yoän Vérardo            |  |
| 2017, | Romain Campistrous   | Yoann Paillot     | Jimmy Raibaud           |  |
| 2018  | Clément Saint-Martin | Thomas Acosta     | Morne van Niekerk       |  |
| 2019  | Alexys Brunel        | Mickaël Guichard  | Christian Scaroni       |  |
| 2020  | Boris Orlhac         | Karl Patrick Lauk | Clément Carisey         |  |
| 2021  | Sandy Dujardin       | Romain Feillu     | Lucas Boniface          |  |
| 2022  | Jean-Louis Le Ny     | Oliver Knight     | Romain Campistrous      |  |
| 2023  | Oliver Knight        |                   |                         |  |
| 2024  | Jonas Geens          |                   |                         |  |
| 2025  | Gari Lagnet          |                   |                         |  |

### Vainqueurs des épreuves

#### Boucles de l'Essor
| Année | Vainqueur            | Deuxième           | Troisième            |
| ----- | -------------------- | ------------------ | -------------------- |
| 2012, | Christophe Goutille  | Nicolas Morel      | Warren Barguil       |
| 2013, | Olivier Le Gac       | Jarno Gmelich      | Clément Saint-Martin |
| 2014, | Liam Bertazzo        | Paolo Simion       | Oliviero Troia       |
| 2015  | Yoän Vérardo         | Romain Campistrous | Romain Combaud       |
| 2016  | Cyrille Patoux       | Thibault Ferasse   | Mickaël Larpe        |
| 2017, | Yoän Vérardo         | Romain Campistrous | David Casillas       |
| 2018, | Valentin Ferron      | Mathieu Burgaudeau | Florian Maître       |
| 2019  | Théo Nonnez          | Jake Stewart       | Mickaël Guichard     |
| 2020  | Karl Patrick Lauk    | Mickaël Guichard   | Boris Orlhac         |
| 2021, | Marc Brustenga       | Clément Jolibert   | Mickaël Guichard     |
| 2022  | Romain Feillu        | Antonin Corvaisier | Mattéo Vercher       |
| 2023  | Baptiste Veistroffer | Baptiste Vadic     | Pierre-Henry Basset  |
| 2024  | Ilan Larmet          | Killian Larpe      | Sam Maisonobe        |
| 2025  | Gari Lagnet          | Nathan Vandepitte  | Mathieu Dupé         |

#### Circuit de l'Essor
| Année | Vainqueur                         | Deuxième           | Troisième         |
| ----- | --------------------------------- | ------------------ | ----------------- |
| 2012, | Samuel Plouhinec                  | Mickaël Larpe      | Mathieu Chiocca   |
| 2013  | Samuel Plouhinec                  | Luc Tellier        | Mickaël Larpe     |
| 2014, | Liam Bertazzo                     | Paolo Simion       | Bruno Armirail    |
| 2015, | Julien Loubet                     | Erwann Corbel      | Cyrille Patoux    |
| 2016  | Yoann Paillot                     | Mathias Le Turnier | Yoän Vérardo      |
| 2017  | annulé en raison du mauvais temps |                    |                   |
| 2018, | Mathieu Burgaudeau                | Marlon Gaillard    | Valentin Ferron   |
| 2019  | Alexys Brunel                     | Kevin Geniets      | Maxime Urruty     |
| 2020  | Boris Orlhac                      | Clément Carisey    | Stefan Bennett    |
| 2021, | Sandy Dujardin                    | Romain Feillu      | Lucas Boniface    |
| 2022  | Antoine Devanne                   | Oliver Knight      | Thomas Bonnet     |
| 2023  | Baptiste Vadic                    | Lucas Boniface     | Louis Lapierre    |
| 2024  | Gari Lagnet                       | Tom Mainguenaud    | Haimar Etxeberria |
| 2025  | Titouan Margueritat               | Artus Jaladeau     | Gari Lagnet       |

#### Trophée de l'Essor
L'épreuve se dispute en deux étapes de 2007 à 2014.
| Année | Vainqueur         | Deuxième               | Troisième                |
| ----- | ----------------- | ---------------------- | ------------------------ |
| 2006  | Sergey Kolesnikov | Yury Trofimov          | Alexander Khatuntsev     |
| 2007  |                   |                        |                          |
| 2008  | Romain Sicard     | Damien Branaa          | Julien Schick            |
| 2009  | Samuel Plouhinec  | Nicolas Edet           | Carl Naibo               |
| 2010  | Anton Samokhvalov | Mathieu Desniou        | Maxime Martin            |
| 2011, | Rudy Molard       | Jean Mespoulède        | Sylvain Blanquefort      |
| 2012, | Julien Loubet     | Warren Barguil         | Guillermo Lana           |
| 2013, | Luc Tellier       | Damien Branaa          | Sébastien Fournet-Fayard |
| 2014  | Julien Loubet     | Loïc Chetout           | Samuel Plouhinec         |
| 2015  | Jordan Levasseur  | Loïc Herbreteau        | Romain Campistrous       |
| 2016  | Samuel Plouhinec  | Flavien Maurelet       | Jean Mespoulède          |
| 2017  | Kévin Le Cunff    | Miguel Ángel Fernández | Théo Vimpère             |
| 2018  | Maxence Moncassin | Morne van Niekerk      | Stefan Bennett           |
| 2019  | Christian Scaroni | Masahiro Ishigami      | Žiga Jerman              |
| 2020  | Karl Patrick Lauk | Matteo Draperi         | Nicolas Malle            |
| 2021, | Romain Feillu     | Florian Dauphin        | Lucas Boniface           |
| 2022  | Jean-Louis Le Ny  | Clément Jolibert       | Enekoitz Azparren        |
| 2023  | Oliver Knight     | Jocelyn Baguelin       | Thibaud Saint-Guilhem    |
| 2024  | Théo Lévêque      | Ilia Shchegolkov       | Jonas Geens              |
| 2025  | Jack Brough       | Mickaël Guichard       | Antoine Berger           |

#### Anciennes épreuves

##### Route de l'Atlantique
| Année | Vainqueur             | Deuxième              | Troisième             |
| ----- | --------------------- | --------------------- | --------------------- |
| 1996  | Philippe Bresset      | Jean-Philippe Duracka | Stéphane Barthe       |
| 1997  | Stéphane Conan        | Éric Frutoso          | Jean-Philippe Duracka |
| 1998  | Fabrice Chabenat      | Igor Pavlov           | Pierre Elias          |
| 1999  | Lénaïc Olivier        | Vincent Templier      | Cyrille Delias        |
| 2000  | Hugues Ané            | Jérôme Gannat         | Stéphane Pétilleau    |
| 2001  | Frédéric Delalande    | Igor Pavlov           | Stéphane Conan        |
| 2002  | Christophe Dupouey    | Guillaume Judas       | Cory Lange            |
| 2003  | Anthony Langella      | Samuel Gicquel        | Christophe Guillome   |
| 2004  | Gaizka Lejarreta (es) | Samuel Gicquel        | Olivier Nari          |
| 2005  | Noan Lelarge          | Sébastien Duret       | Andrey Pchelkin       |
| 2006  | Sergey Kolesnikov     | Yury Trofimov         | Maxim Gourov          |
| 2007  | Giovanni Carini       | Fabien Rey            | Óscar Pujol           |
| 2008  | Samuel Plouhinec      | Fabien Rey            | Stéphane Reimherr     |
| 2009  | Adrian Kurek          | Egor Lutkovich        | Romain Hardy          |
| 2010  | Steven Le Vessier     | Fabien Fraissignes    | Benoît Sinner         |
| 2011  | Emmanuel Kéo          | Stéphane Reimherr     | Fabrice Léguevaques   |
| 2012, | Warren Barguil        | Fabien Fraissignes    | Steven Le Vessier     |
| 2013, | Pierre Bonnet         | Alexandre Delétang    | Rudy Barbier          |
| 2014  | Alexis Villain        | Loïc Chetout          | Jordan Levasseur      |

##### Circuit de la Nive
| Année | Vainqueur           | Deuxième         | Troisième           |
| ----- | ------------------- | ---------------- | ------------------- |
| 2001  | Gilles Canouet      | Guillaume Judas  | Christophe Dupouey  |
| 2002  | Sylvain Calzati     | Lilian Jégou     | Jean-François Jégou |
| 2003  | Salva Vilchez       | Sébastien Bordes | Dominique Rault     |
| 2004  | Christophe Thébault | Julien Loubet    | Vincent Cantero     |
| 2005  | David Le Lay        | Noan Lelarge     | Jean-Luc Delpech    |
| 2006  | Stéphane Bonsergent | Jean-Luc Delpech | Ivan Seledkov       |
| 2007  | David Le Lay        | Giovanni Carini  | Andrey Klyuev       |
| 2008  | Paolo Tomaselli     | Julien Foisnet   | Vitaliy Buts        |
| 2011, | Damien Le Fustec    | Thomas Lebas     | Sylvain Blanquefort |

##### Circuit de l'Adour
| Année | Vainqueur         | Deuxième          | Troisième      |
| ----- | ----------------- | ----------------- | -------------- |
| 2009  | Johan Mombaerts   | Jean Mespoulède   | Jonathan Thiré |
| 2010  | Julien Antomarchi | Anton Samokhvalov | Yoann Bagot    |

##### Tour du Labourd
| Année | Vainqueur           | Deuxième            | Troisième           |
| ----- | ------------------- | ------------------- | ------------------- |
| 2001  | Guillaume Judas     | Hugues Ané          | Dionisio Galparsoro |
| 2002  | Frédéric Delalande  | Franck Laurance     | Dionisio Galparsoro |
| 2003  | Frédéric Lecrosnier | Julien Costedoat    | Olivier Nari        |
| 2004  | Carl Naibo          | Frédéric Delalande  | Marc Staelen        |
| 2005  | Nicolas Moncomble   | Aivaras Baranauskas | Jean Mespoulède     |
| 2006  | Stéphane Reimherr   | Yuri Trofimov       | Maxim Gourov        |
| 2007  | Stéphane Petilleau  | Andrey Klyuev       | David Le Lay        |
| 2008  | Mickaël Larpe       | Damien Branaa       | Romain Sdrigotti    |
| 2009  | Samuel Plouhinec    | Jean-Luc Delpech    | Julien Antomarchi   |

##### Route du Pays basque
| Année     | Vainqueur        | Deuxième              | Troisième                 |
| --------- | ---------------- | --------------------- | ------------------------- |
| 1988      | Fabian Pantaglou | Jean-Marc Manfrin     | Pello Ruiz Cabestany      |
| 1989      | Roland Le Clerc  | Viatcheslav Djavanian | Michel Larpe              |
| 1990-1997 | non disputée     | non disputée          | non disputée              |
| 1998      | Bjarke Nielsen   | Frédéric Delalande    | Svein Gaute Hølestøl (no) |
| 1999      | Vincent Templier | Jérôme Gannat         | Christophe Dupouey        |
| 2000      | non disputée     | non disputée          | non disputée              |
| 2001      | Camille Bouquet  | Stéphane Pétilleau    | Samuel Gicquel            |
| 2002      | Sylvain Calzati  | Dionisio Galparsoro   | Laurent Paumier           |
| 2003      | Éric Berthou     | Charles Guilbert      | Christophe Dupouey        |

##### Boucles de la Soule
| Année | Vainqueur            | Deuxième            | Troisième        |
| ----- | -------------------- | ------------------- | ---------------- |
| 2003  | Frédéric Lecrosnier  | Christophe Guillome | Gilles Canouet   |
| 2004  | Marc Staelen         | Sébastien Duret     | Romain Brochet   |
| 2005  | Alexander Khatuntsev | Charles Guilbert    | Julien Marcuz    |
| 2006  | David Le Lay         | Sébastien Duret     | Antoine Dalibard |
| 2007  | Charles Guilbert     | David Le Lay        | Antoine Dalibard |
| 2008  | Vitaliy Buts         | Paolo Tomaselli     | Samuel Plouhinec |
| 2009  | Jonathan Thiré       | Johan Mombaerts     | Samuel Plouhinec |
| 2010  | Yoann Bagot          | Johan Le Bon        | Yannick Marié    |
| 2011, | Thomas Bouteille     | Maxime Daniel       | Thomas Lebas     |